# Parliament House (Brisbane)

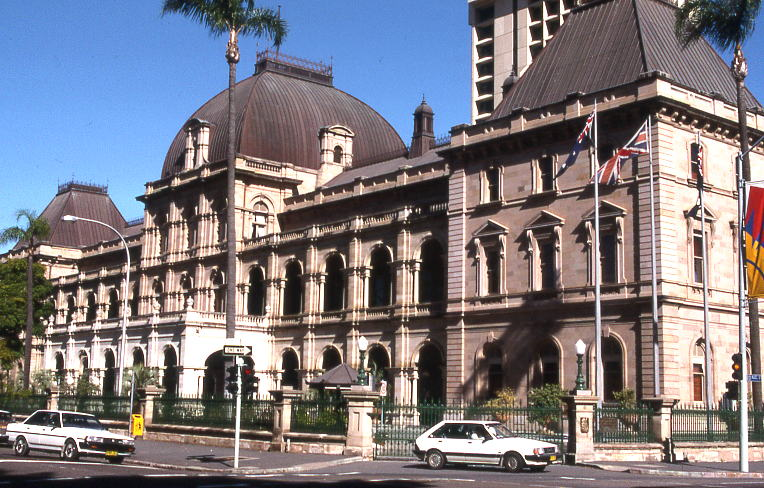
Das Parliament House 2008

Das Parliament House in Brisbane ist der Sitz des Parlaments von Queensland. Es befindet sich an der George Street, Ecke Alice Street in unmittelbarer Nachbarschaft der Queensland University of Technology und den Brisbane City Botanic Gardens.

## Geschichte
Als sich 1859 die Kolonie Queensland von New South Wales abspaltete, fanden die Sitzungen des neu eingerichteten Parlaments vorübergehend in Räumen der Old Convict Barracks in der Queen Street statt. Diese Einrichtungen mussten zunächst ausreichen, da die Regierung von Queensland die ihr zur Verfügung stehenden finanziellen Mittel für die Errichtung des Government House ausgab. 1863 wurde im Rahmen eines Wettbewerbs ein Design für ein neues Parlamentsgebäude ausgewählt. Mit dem Bau wurde schließlich 1864 begonnen. Die Front an der George Street, die den Stil der Französischen Renaissance aufweist, wurde 1868 fertiggestellt. Die Kolonnaden wurden 1878 errichtet und die Errichtung der Front an der Alice Street wurde 1887 begonnen. Im Jahre 1889 wurde das Gebäude fertiggestellt.